# Myrmekioderma granulatum
Myrmekioderma granulatum är en svampdjursart som först beskrevs av Eugen Johann Christoph Esper 1794.  Myrmekioderma granulatum ingår i släktet Myrmekioderma och familjen Heteroxyidae. Inga underarter finns listade i Catalogue of Life.